# ایالت زمین‌شناختی
| سپر سکو کوه‌زایی حوضه ساختاری ایالت آذرین بزرگ پوسته کش‌آمده | پوسته اقیانوسی: ۲۰–۰ میلیون سال ۶۵–۲۰ میلیون سال >۶۵ میلیون سال |

ایالت زمین‌شناختی (انگلیسی: Geologic province) که گاهی استان زمین‌شناختی نیز نامیده می‌شود، پهنه‌ای با ویژگی‌های مشترک زمین‌شناختی است. به بیان دیگر، ایالت زمین‌شناختی منطقه‌ای است که در سرتاسر آن تاریخ زمین‌شناختی اساساً یکسان بوده یا با ویژگی‌های ساختاری یا فیزیوگرافی خاص مشخص و متمایز می‌شود. 
یک ایالت زمین‌شناختی ممکن است شامل یک عنصر ساختاری غالب مانند حوضه ساختاری یا یک کمربند چین‌خورده یا تعدادی از عناصر مرتبط و به‌هم پیوسته باشد. ایالت‌های مجاور ممکن است از نظر ساختار مشابه باشند، اما به دلیل تاریخچه‌های متفاوت جدا در نظر گرفته شود.

## ایالت‌های زمین‌شناختی بر پایه منشأ
| ایالت            | تعریف | زیرمجموعه‌ها                               | نمونه‌ها                                                         |
| ---------------- | --- | ----------------------------------------- | --------------------------------------------------------------- |
| سپر              | رخنمون سنگ‌های آذرین و دگرگونی بلوری متعلق به پرکامبرین که از نظر زمین‌ساختی مناطق پایدار را تشکیل می‌دهند.             |                                           | - Arabian-Nubian Shield - سپر کانادا                            |
| سکو              | لایه‌های رسوبی افقی یا تقریباً افقی که پی‌سنگ سنگ‌های آذرین یا دگرگونی را می‌پوشاند.                                      | - Carbonate platform                      | - East European Platform                                        |
| کمربند کوه‌زایی   | سازندهای خطی یا کمانی‌شکل در جایی که پوسته قاره‌ای چین‌خورده، تغییرشکل داده و بالا رفته و رشته‌کوه ها را تشکیل داده است. | - کمان جزیره‌ای - کمان قاره‌ای - پیش‌کمان    | - کوه‌زایی لارامید - Andean Orogeny                              |
| حوضه ساختاری     | لایه‌های سازندهای سنگی کم‌شیب‌ که توسط تابیدگی زمین‌ساختی لایه‌های افقی قبلی تشکیل شده است.                               | - حوضه کراتونی - حوضه پیش‌بوم - حوضه رسوبی | - Illinois Basin - Paraná Basin                                 |
| ایالت آذرین بزرگ | انباشت سنگ‌های آذرین از جمله سنگ‌های مایع (نفوذی) یا سنگ‌های آتشفشانی (بیرونی)                                          |                                           | - North Atlantic Igneous Province - Columbia River Basalt Group |
| پوسته گسترده     | پوسته قاره‌ای که به دلیل کرنش کششی نازک شده است.                                                                      | - حاشیه نافعال - کافت (زمین‌شناسی)         | - استان حوضه و کوهستان - Northern Cordilleran Volcanic Province |

## ایالت‌های زمین‌شناختی بر پایه منابع

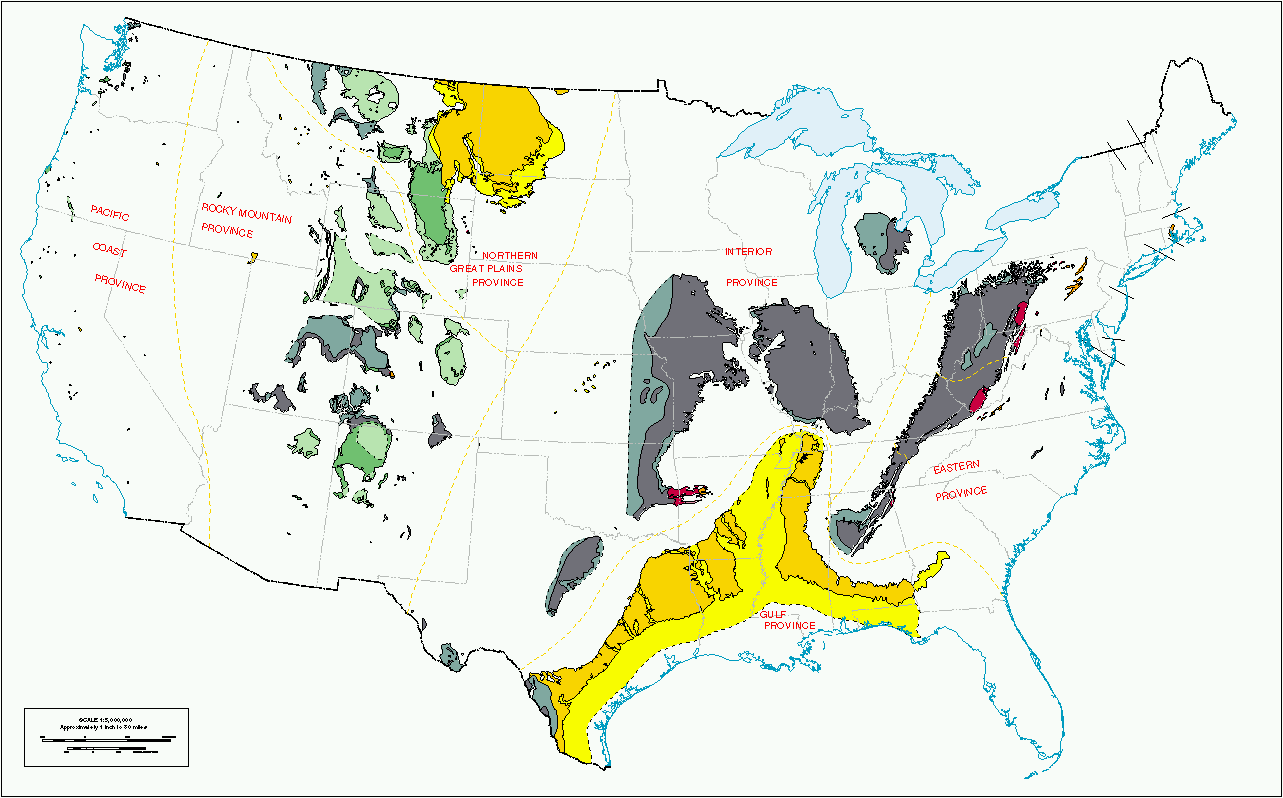
مناطق و ایالت‌های زمین‌شناختی زغال سنگ در آمریکا.

برخی از مطالعات ایالت‌های زمین‌شناختی را بر پایه منابع معدنی مانند نهشته‌های معدنی طبقه بندی می کنند. در سراسر جهان تعداد زیادی ایالت‌زمین‌شناختی برای نفت خام و دیگر سوخت‌های فسیلی شناسایی شده است، مانند ایالت دلتای نیجر.